# モリエサトシ
モリエ サトシ（7月17日 - ）は、日本の漫画家。石川県出身。白泉社の漫画雑誌、『花とゆめ』・『ザ花とゆめ』にて主に作品を発表している。また、『コミックテクノ』（デリーターという漫画画材の販売会社が編集・発行していた雑誌）Vol.117誌上にて、山金ジョータ名義で「花と恋泥棒」という4ページ短編漫画が掲載されたことがある。「空もよう」で第249回HMC努力賞受賞。「オモヒユリ」で第38回BC賞佳作受賞。
同じ白泉社の漫画雑誌『LaLa』の作家陣の一員である高木しげよしとは双子の姉妹である。

## 作品リスト

### 単行本
注記のないものは全て花とゆめコミックス（白泉社）。
- 学校ホテル（全2巻、1巻 2008年3月　2巻 2008年12月）
  - 第1巻併録：振り向いて、つかだ!
  - 第2巻併録：保健室の奇妙な住人
- ラブシック（全3巻、1巻 2009年4月　2巻 2009年9月　3巻 2010年2月）
- 白磁（全2巻、1巻 2009年6月　2巻 2010年7月）
  - 第1巻併録：少女カンセン律
  - 第2巻併録：戦場にて、言葉無くして
- 猫の街の子（全1巻、2011年1月）
  - 併録：空もよう
- 不埒なシスター 〜オムニバス短編集〜（2011年8月）
  - 収録作品：不埒なシスター / 泣き顔のマリア / 緑のモンスター / 日影のシスター / 不実なピアニスト
- 池袋13（全1巻、2011年12月） ※花とゆめコミックススペシャル（白泉社）
- せつげつか（短編集、2011年12月）
  - 収録作品：せつげつか / うつくしいもの / 同棲四日 / 笑う残像サニー / 恋男
- コワイロヘンゲ（全1巻、2012年3月）
  - 併録：隣家の住人 / オモヒユリ
- 咎人とメロディ（短編集、2012年8月）
  - 収録作品：咎人とメロディ / 少女ガード / ポンコツ / ボーンヘッドヘイズ / 幸主義
- 星空のカラス（全8巻、1巻 2013年2月　2巻 2013年7月　3巻 2013年12月　4巻 2014年5月　5巻 2014年8月　6巻 2015年2月　7巻 2015年8月　8巻 2016年1月）
- はやく大人になりなさい。（既刊1巻、1巻 2016年1月）
- しかない生徒会（全2巻、1巻 2017年2月　2巻 2017年4月）
  - 第2巻併録：少女漫画の恋はしない
- 親愛なるA嬢へのミステリー（全3巻、1巻 2017年3月　2巻 2017年11月　3巻 2018年5月） ※ITANコミックス（講談社）
- 私の正しいお兄ちゃん（全4巻、1巻 2019年4月　2巻 2019年8月　3巻 2020年1月　4巻 2020年6月） ※BE・LOVEコミックス（講談社）
- キリングライン（『BE・LOVE』2023年7月号[2] - 2025年7月号[3]、既刊5巻）

### 単行本未収録作品
- 展望会期（『ザ花とゆめ』2002年1月1日号）
- 透明人間（『ザ花とゆめ』2002年6月1日号）
- 黒ノ転校生（『ザ花とゆめ』2010年12月1日号）
- さよなら子供たち（『ザ花とゆめ』2013年9月1日号）
- パズル（『ザ花とゆめ』2013年12月1日号）
- 花恋一歳性（『ザ花とゆめ』2017年6月1日号）
- 16歳の身体地図（「少年ジャンプ+」2021年5月31日公開）
- 岩楯男爵家のご令嬢（『BE・LOVE』2022年10月号[4]、2022年11月号[5]） - 前後編[4]

### その他
- 花ざかりの君たちへトリビュート（2009年8月、花とゆめコミックススペシャル）

『花ざかりの君たちへ』（中条比紗也・作）のトリビュート本。漫画「ゆめのあとさき」を寄稿。
- 学園アリス 25.5巻（2011年9月、花とゆめコミックス）

『学園アリス』（樋口橘・作）の公式ファンブック。応援メッセージイラストを寄稿。
- 特命! 窓際のジムセン 貴殿に「東京事務センター」への配属を命ずる。（2018年8月、著：古木和真、富士見L文庫）

挿絵を担当。